# Neoseiulus imbricatus
Neoseiulus imbricatus är en spindeldjursart som först beskrevs av Corpuz-Raros och Rimando 1966.  Neoseiulus imbricatus ingår i släktet Neoseiulus och familjen Phytoseiidae. Inga underarter finns listade i Catalogue of Life.